# Ukumtic
Ukumtic är en ort i Mexiko.   Den ligger i kommunen Chamula och delstaten Chiapas, i den sydöstra delen av landet, 700 km öster om huvudstaden Mexico City. Ukumtic ligger 2 430 meter över havet och antalet invånare är 781.
Terrängen runt Ukumtic är huvudsakligen kuperad, men västerut är den bergig. Runt Ukumtic är det tätbefolkat, med 550 invånare per kvadratkilometer. Närmaste större samhälle är San Cristóbal de las Casas, 11,5 km sydost om Ukumtic. I omgivningarna runt Ukumtic växer huvudsakligen savannskog.